# 摩洛哥大奖赛
摩洛哥大奖赛（阿拉伯语：سباق الجائزة الكبرى المغربي）是最初于1925年以“卡萨布兰卡大奖赛”为官方名称在摩洛哥卡萨布兰卡举办的大奖赛。

## 历史
1930年，比赛在新的安法赛道（官方名称为“安法大奖赛”）举行。车手阿尔古伯爵布鲁诺在练习赛中丧生。在房车赛中的所有获奖者都是法国人或摩纳哥人。
在1933年和1935年至1953年期间没有举办比赛。比赛在1954年回归时是在阿加迪尔的一条赛道上为跑车举办的，法国人的统治被一名意大利车手朱塞佩·法里纳打断。
卡萨布兰卡附近的艾因迪亚卜为1957年的一级方程式比赛准备了一条新赛道，尽管这场比赛的成绩不被算入积分榜，但依然吸引了来自世界各地的观众。
第二年的比赛被正式批准并在1958年10月19日举行。这场比赛因斯图尔特·刘易斯-埃文斯（1957年比赛的第二名）的逝世而被人破坏。他在这条尘土飞扬的赛道上严重撞车后遭受了烧伤，六天后在一家伦敦的医院去世。这是摩洛哥的最后一场大奖赛。

## 冠軍

### 歷屆冠軍
粉紅色背景表示該賽事不屬於一級方程式世界錦標賽
| 年份        | 车手                      | 车队          | 类别       | 赛道       | 报告 |
| ----------- | ------------------------- | ------------- | ---------- | ---------- | ---- |
| 1958        | 史特靈·莫斯               | 范沃尔        | 一级方程式 | 艾因迪亚卜 | 报告 |
| 1957        | 让·贝拉                   | 玛莎拉蒂      | 一级方程式 | 艾因迪亚卜 | 报告 |
| 1956        | 莫里斯·特兰蒂尼昂         | 法拉利        | 跑车       | 阿加迪尔   | 报告 |
| 1955        | 米克·斯帕尔康             | 法拉利        | 跑车       | 阿加迪尔   | 报告 |
| 1954        | 朱塞佩·法里纳             | 法拉利        | 跑车       | 阿加迪尔   | 报告 |
| 1953 – 1935 | 停辦                      | 停辦          | 停辦       | 停辦       | 停辦 |
| 1934        | 路易·希龙                 | 阿尔法·罗密欧 | 房车       | 安法       | 报告 |
| 1933        | 停辦                      | 停辦          | 停辦       | 停辦       | 停辦 |
| 1932        | 马塞尔·勒乌               | 布加迪        | 房车       | 安法       | 报告 |
| 1931        | 斯坦尼斯瓦夫·恰厄科夫斯基 | 布加迪        | 房车       | 安法       | 报告 |
| 1930        | 夏尔·贝尼塔               | 阿米尔卡      | 房车       | 安法       | 报告 |
| 1929        | 停辦                      | 停辦          | 停辦       | 停辦       | 停辦 |
| 1928        | E·梅耶尔                  | 布加迪        | 房车       | 卡萨布兰卡 | 报告 |
| 1927        | G·罗尔                    | 乔治·伊拉     | 房车       | 卡萨布兰卡 | 报告 |
| 1926        | R·梅耶尔                  | 布加迪        | 房车       | 卡萨布兰卡 | 报告 |
| 1925        | 沃热拉伯爵                | 德拉热        | 房车       | 卡萨布兰卡 | 报告 |